# Swiss Excellence Risen
Die Swiss Excellence Risen ist ein zweisitziger (side-by-side) Tiefdecker der Ultraleicht-Klasse. Sie wird von Swiss Excellence Airplanes hergestellt. Das Flugzeug wurde erstmals 2015 auf der AERO Friedrichshafen vorgestellt. Im selben Jahr brach es den absoluten Weltrekord für Geschwindigkeit in seiner Klasse mit 323,8 km/h (175 kn).

## Design und Entwicklung
Der Prototyp wurde 2012 fertiggestellt und für 3 Jahre getestet. Die endgültige Version wurde erstmals 2015 auf der AERO Friedrichshafen vorgestellt. Die Zelle hat eine verstärkte Sicherheitsstruktur aus kohlenstofffaserverstärktem Kunststoff, trotzdem erlaubt das geringe Eigengewicht der Risen eine Registrierung als Ultraleichtflugzeug. Dank der optimierten Form erreicht die Risen höhere Geschwindigkeiten und hat mit 1:23 die beste Gleitzahl der Klasse.

## Rekorde
2016 hat die Fédération Aéronautique Internationale den Weltrekord für Geschwindigkeit offiziell bestätigt. Die erreichte Geschwindigkeit mit einem regulären Rotax 912 (100 PS; 74 kW) betrug 323,82 km/h (201 mph). Damit wurde sowohl der absolute Rekord der Klasse R (Microlights and paramotors), als auch der für Geschwindigkeit über eine gerade Strecke (sub-class RAL2T) gebrochen. Geflogen wurde die regulär erhältliche Version der Risen ohne Modifikationen. Für diesen Rekord erhielt der Pilot Alberto Porto, der ebenfalls CEO von Swiss Excellence Airplanes ist, einen Oscar des italienischen VFR Magazin und die De la Vaulx Medal der Fédération Aéronautique Internationale.

## Leistung
Daten von SEA
|                                                       | Rotax 912 ULS     | Rotax 912 iS      | Rotax 914 Turbo   | Rotax 915         |
| ----------------------------------------------------- | ----------------- | ----------------- | ----------------- | ----------------- |
| Maximale horizontale Geschwindigkeit (auf Meereshöhe) | 315 km/h (170 kn) | 320 km/h (173 kn) | 330 km/h (178 kn) | 355 km/h (192 kn) |
| Reisegeschwindigkeit (bei 75 % Leistung)              | 290 km/h (157 kn) | 295 km/h (159 kn) | 300 km/h (162 kn) | 335 km/h (181 kn) |

## Eigenschaften
Daten von SEA
- Besatzung: 1
- Passagiere: 1
- Länge: 6 m
- Spannweite: 9 m
- Leermasse: 297 kg
- max. Abflugmasse: 550 kg (472,5 kg)
- Tank: 2×43 l, anti-crash & anti-explosion, bis zu 200 l möglich
- Kabinendach:  3 m², motorisiert
- Standardausstattung:  Full-Glass Cockpit, Autopilot, Bose Headsets, ballistischer Rettungschirm
- Material:  mit Kohlenstofffasern verstärktes Kunstharz
- Fahrwerk:  einziehbar, Beringer Räder mit hydraulisch betätigten Scheibenbremsen
- Propeller:  optimiert für die Form
- Triebwerke:  Rotax 912 ULS, Rotax 912 iS oder Rotax 914 Turbo
- Avionik:  3× Dynon Avionics Touch Monitore
- Überziehgeschwindigkeit:  55 km/h
- Reichweite:  2360 km
- Max. Belastung:  +5,5 g / −3,5 g